# Katusha
Katusha er en dansk kortfilm fra 2014 instrueret af Anders Walter.

## Handling
Katusha er en ung, talentfuld violinist, som netop er blevet optaget på Det Kongelige Danske Musikkonservatorium. Dagen inden hun flytter til København, skal hun spille en koncert i den landsby, hvor hun er født og opvokset. Musikstykket er en komposition, hun selv har skrevet og dedikeret til sin far. Men som så mange gange før dukker faren ikke op.

## Medvirkende
- Sarah-Sofie Boussnina, Katusha
- Poul Christensen, Bedstefar
- Anne-Lise Gabold, Bedstemor
- Søren Malling, Far
- Kjeld Nørgaard, Læge